# Nando (Name)
Nando ist ein männlicher Vorname. Er ist vor allem in Italien und in Teilen des Schweizer Kantons Graubünden verbreitet.

## Herkunft und Bedeutung
Im Germanischen bedeutet nantha „gewagt“ bzw. „kühn“.

## Namenstag
30. Mai, Todestag des Ferdinand III. von Kastilien (1199–1252)

## Bekannte Namensträger/Namensträgerinnen
- die südafrikanische Fastfoodkette Nando’s – berühmt für die scharfe Peri-Peri Sauce
- der italienische Zirkus Circo Nando Orfei
- Anfang der 1980er Jahre trug eines der erfolgreichsten ostdeutschen Rennpferde den Namen Nando.
- Im Film Es begann in Neapel mit Clark Gabel und Sophia Loren geht es um einen Jungen namens Nando.
- Nando Rafael (* 1984), deutsch-angolanischer Fußballspieler
- Fernando Carcupino, genannt Nando (1922–2003), italienischer Maler und Karikaturist
- Nando (Fußballspieler, 1966) (Fernando Pereira de Pinho Júnior; * 1966), brasilianischer Fußballspieler
- Nando (Fußballspieler, 1967) (Fernando Muñoz Garcia; * 1967), spanischer Fußballspieler
- Nando (Fußballspieler, 1982) (Fernando Paulo Matola; 1982–2007), mosambikanischer Fußballspieler

## Familienname
- Khalipha Nando († 2023), philippinischer Politiker

## Varianten
- männlich:
  - in Verbindung mit dem germanischen frithu („Friede“): span. Fernando (Ferdinand)
  - ungar. Nándor
- weiblich: Nanda, Nande, Nanna